# Sermiligaaq
Sermiligaaq (dawniej Sermiligâq) – osada na wschodnim wybrzeżu Grenlandii, w gminie Sermersooq.
Według danych oficjalnych liczba mieszkańców w 2011 roku wynosiła 205 osób.